# 北野辺地駅
北野辺地駅（きたのへじえき）は、青森県上北郡野辺地町石神裏にある、東日本旅客鉄道（JR東日本）大湊線の駅。

## 歴史
- 1958年（昭和33年）12月20日：開業[2]。
- 1966年（昭和41年）4月15日：無人化[3]。
- 1987年（昭和62年）4月1日：国鉄分割民営化によりJR東日本の駅となる[2]。
- 2010年（平成22年）12月4日：野辺地駅の青い森鉄道移管に伴い、管理駅が野辺地駅から大湊駅に変更となる。
- 2024年（令和6年）10月1日：えきねっとQチケのサービスを開始[1][4]。

## 駅構造
単式ホーム1面1線を有する地上駅である。ホームは舗装されておらず、草が生えている。
青森駅管理の無人駅である。

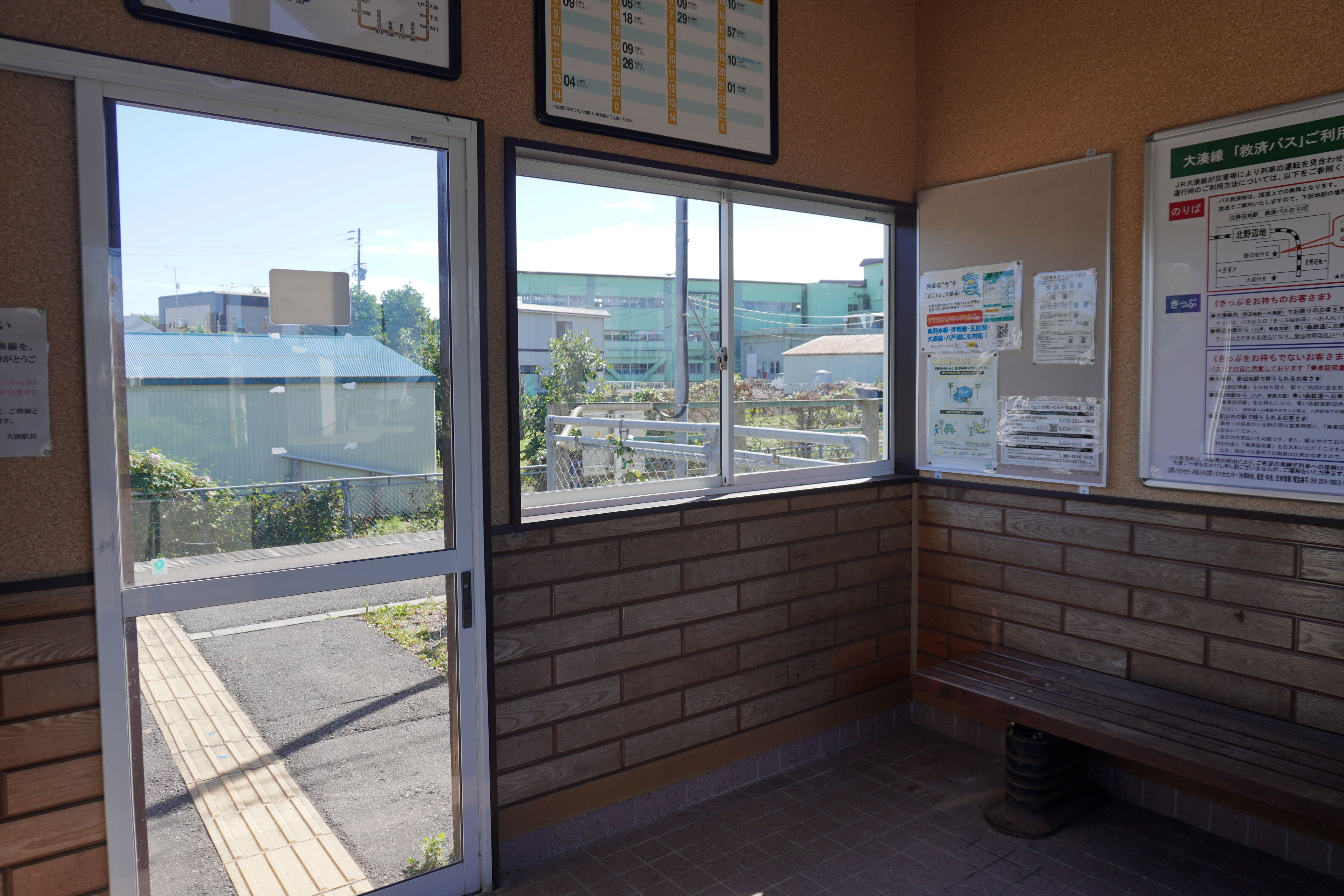
駅舎内（2024年9月）
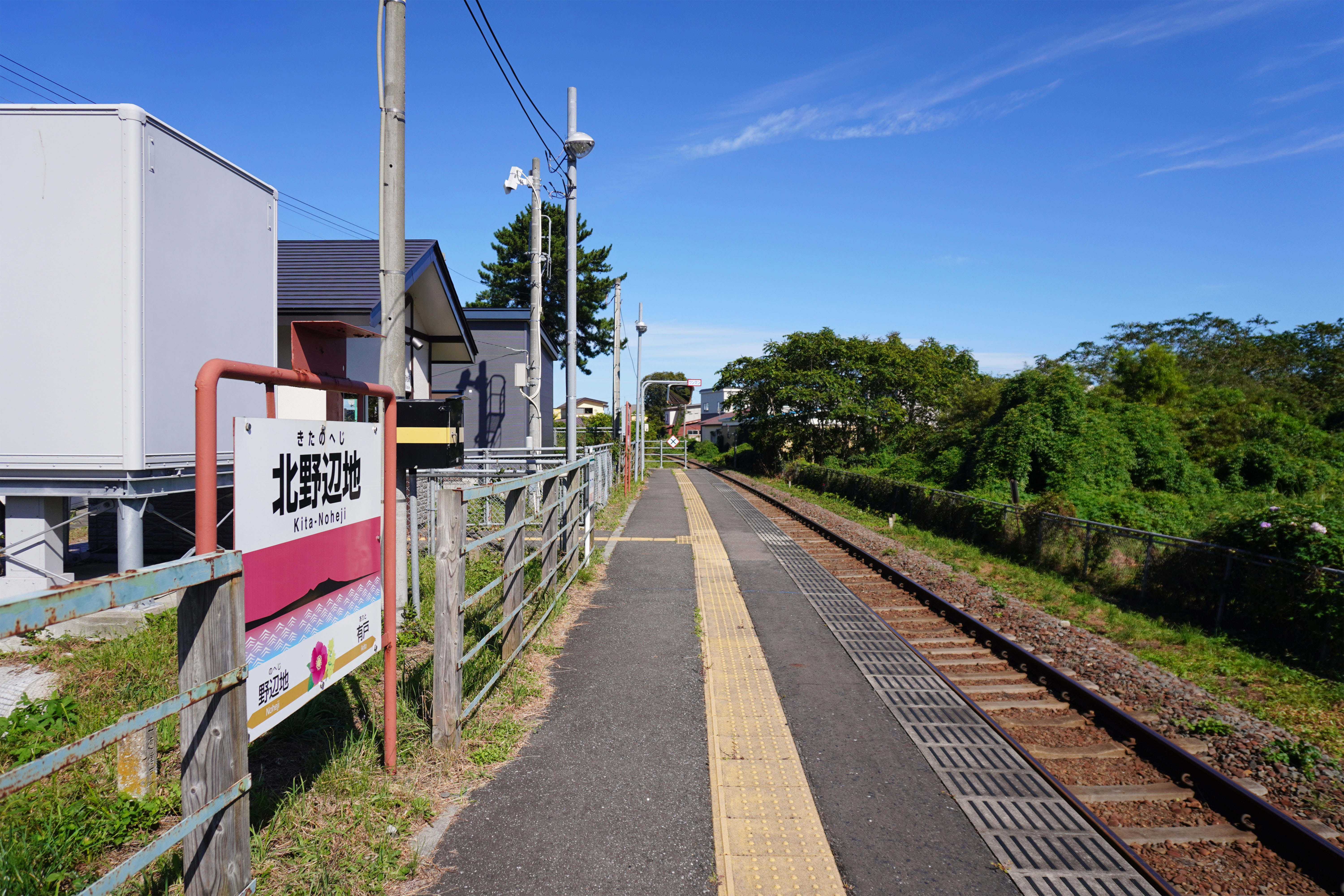
ホーム（2024年9月）

## 駅周辺
- 野辺地町役場
- 野辺地郵便局
- 十府ヶ浦海水浴場
- 野辺地町立若葉小学校
- 国道279号
- マエダストア 金沢店

## 隣の駅
東日本旅客鉄道（JR東日本）
■大湊線
□快速「しもきた」
通過
■普通
野辺地駅 - 北野辺地駅 - 有戸駅